# Yettel Bulgaria
Yettel Bulgaria (chiamata Telenor Bulgaria fino al marzo 2022)è la più grande rete mobile e la terza più grande azienda di telecomunicazioni fisse in Bulgaria.

## Storia
L'azienda è stata fondata con il nome Cosmo Bulgaria Mobile nel 2001 da OTE e gestita con il marchio Globul fino al 2014. Alla fine del 2012, Globul ha registrato 4,5 milioni di abbonati (rispetto ai 3,9 milioni di marzo 2011), con una quota di mercato del 36% degli abbonati. A partire dal 2012, Globul aveva circa il 62% di abbonati a contratto, circa il 38% di abbonati prepagati e circa 220.000 abbonati di linea fissa.
Globul ha cambiato il suo logo aziendale nel giugno 2006 per unirlo al marchio Cosmote.
Nel 2013 è stata acquistata da Telenor e ha cambiato nome. Nell'agosto 2018, la società è stata acquisita da PPF, un fondo di investimento privato ceco. L'azienda continua a utilizzare il marchio Telenor.
Il secondo rebranding è iniziato il 16 ottobre 2014 dopo l'acquisizione di Telenor. Globul usa il nome di Telenor da novembre 2014. Dal marzo 2022 l'azienda si chiama Yettel Bulgaria.